# Kingstone Mutandwa
Kingstone Mutandwa (Chibombo, 5 gennaio 2003) è un calciatore zambiano, attaccante del Ried, in prestito dal Cagliari.

## Caratteristiche tecniche
Attaccante completo, rapido e dotato tecnicamente, può essere impiegato sia come centravanti che come ala; in possesso di un ottimo fisico, è abile anche in fase difensiva.

## Carriera

### Club
Nato a Chibombo, in Zambia, Mutandwa inizia a giocare nel Sunshine, per poi passare all'Atletico Lusaka nell'agosto del 2021. Qui, dopo un breve periodo in prestito al Maccabi Petah Tikva, si mette in mostra nelle serie minori nazionali, risultando il miglior marcatore della terza divisione nella stagione 2021-2022, con 18 reti, per poi realizzarne 16 nell'annata successiva, in seconda serie.
In seguito a un periodo di prova con il Cagliari nell'estate del 2023, il 18 agosto 2023 viene ufficialmente tesserato a titolo definitivo dal club rossoblu. Inizialmente aggregato alla squadra Primavera dei sardi, viene promosso in prima squadra dall'allenatore Claudio Ranieri nella seconda parte della stagione 2023-2024, in seguito a una serie di infortuni degli attaccanti titolari. Fa quindi il suo esordio in prima squadra e fra i professionisti il 3 marzo 2024, subentrando a Gianluca Lapadula all'87º minuto della partita di Serie A vinta per 1-0 in casa dell'Empoli; nell'occasione, diventa il secondo giocatore zambiano a disputare un incontro della massima serie italiana, dopo Lameck Banda. Il 23 maggio seguente, invece, segna la sua prima rete con i sardi, in occasione dell'ultima giornata di campionato, nell'incontro perso per 3-2 con la Fiorentina. Nel giugno del 2024, rinnova il proprio contratto con il Cagliari fino al 30 giugno 2027.
Il 25 giugno 2025, Mutandwa viene ceduto in prestito con diritto di riscatto e contro-riscatto al Ried, neo-promosso nella Bundesliga austriaca.

### Nazionale
Nel febbraio del 2023, Mutandwa viene incluso nella rosa della nazionale Under-20 zambiana partecipante alla Coppa d'Africa di categoria, organizzata in Egitto, in cui i Junior Chipolopolo sono stati eliminati ai quarti di finale.
Nel dicembre dello stesso anno, viene incluso dal CT della nazionale maggiore, Avraham Grant, nella lista dei pre-convocati per la Coppa d'Africa 2023, rimanendo però escluso dalla rosa finale.
L'11 giugno 2024, fa il suo esordio con la nazionale maggiore zambiana, sostituendo Evans Kangwa all'87º minuto dell'incontro di qualificazione al Mondiale di calcio del 2026 con la Tanzania, perso per 1-0.

## Statistiche

### Presenze e reti nei club
Statistiche aggiornate al 23 maggio 2025.
| Stagione        | Squadra         | Campionato      | Campionato | Campionato | Coppe nazionali | Coppe nazionali | Coppe nazionali | Coppe continentali | Coppe continentali | Coppe continentali | Altre coppe | Altre coppe | Altre coppe | Totale | Totale |
| Stagione        | Squadra         | Comp            | Pres       | Reti       | Comp            | Pres            | Reti            | Comp               | Pres               | Reti               | Comp        | Pres        | Reti        | Pres   | Reti   |
| --------------- | --------------- | --------------- | ---------- | ---------- | --------------- | --------------- | --------------- | ------------------ | ------------------ | ------------------ | ----------- | ----------- | ----------- | ------ | ------ |
| 2023-2024       | Cagliari        | A               | 5          | 1          | CI              | 0               | 0               | -                  | -                  | -                  | -           | -           | -           | 5      | 1      |
| 2024-2025       | Cagliari        | A               | 6          | 0          | CI              | 1               | 0               | -                  | -                  | -                  | -           | -           | -           | 7      | 0      |
| Totale carriera | Totale carriera | Totale carriera | 11         | 1          |                 | 1               | 0               |                    | -                  | -                  |             | -           | -           | 12     | 1      |

### Cronologia presenze e reti in nazionale
| Cronologia completa delle presenze e delle reti in nazionale ― Camerun | Cronologia completa delle presenze e delle reti in nazionale ― Camerun | Cronologia completa delle presenze e delle reti in nazionale ― Camerun | Cronologia completa delle presenze e delle reti in nazionale ― Camerun | Cronologia completa delle presenze e delle reti in nazionale ― Camerun | Cronologia completa delle presenze e delle reti in nazionale ― Camerun | Cronologia completa delle presenze e delle reti in nazionale ― Camerun | Cronologia completa delle presenze e delle reti in nazionale ― Camerun |
| Data                                                                   | Città                                                                  | In casa                                                                | Risultato                                                              | Ospiti                                                                 | Competizione                                                           | Reti                                                                   | Note                                                                   |
| ---------------------------------------------------------------------- | ---------------------------------------------------------------------- | ---------------------------------------------------------------------- | ---------------------------------------------------------------------- | ---------------------------------------------------------------------- | ---------------------------------------------------------------------- | ---------------------------------------------------------------------- | ---------------------------------------------------------------------- |
| 11-6-2024                                                              | Ndola                                                                  | Zambia                                                                 | 0 – 1                                                                  | Tanzania                                                               | Qual. Mondiali 2026                                                    | -                                                                      | 87’                                                                    |
| 6-9-2024                                                               | Bouaké                                                                 | Costa d'Avorio                                                         | 2 – 0                                                                  | Zambia                                                                 | Qual. Coppa d'Africa 2025                                              | -                                                                      | 75’                                                                    |
| Totale                                                                 |                                                                        | Presenze                                                               | 2                                                                      |                                                                        | Reti                                                                   | 0                                                                      |                                                                        |